# Opolské vojvodství (1975–1998)
Opolské vojvodství (polsky województwo opolskie) bylo během uspořádání země z let 1975–1998 vyšším územně samosprávným celkem Polska. Vojvodství hraničilo na západě s vojvodstvím Valbřišským, na severozápadě s Vratislavským, na severu s Kališským a Sieradzským, na severovýchodě s Čenstochovským a na jihovýchodě s Katovickým. Z jihozápadu a jihu hraničilo s Československem a později s Českou republikou. Na konci roku 1998 zaniklo na základě reformy administrativního uspořádání země a jeho území bylo začleněno do nového Opolského vojvodství.